# Poecilopsis mixta
Poecilopsis mixta là một loài bướm đêm trong họ Geometridae.